# 近衛獨立空降軍團
近衛獨立空降軍團（俄语：Отдельной гвардейской воздушно-десантной армией，縮寫）是第二次世界大戰與冷戰期間蘇聯曾兩度建立、短暫存在的空降兵軍團，曾先後為蘇聯遠程航空兵與最高統帥部下暇單位。

## 歷史
1944年夏末，蘇軍欲重建大型空降兵單位，因而於8月最高統帥部分別建立第37、第38、第39三個近衛空降軍，並將其編入近衛第4軍團，充作一般步兵使用。10月4日，國防人民委員會發布第6650SS號令，宣佈將蘇聯紅軍空降部隊轉由遠程航空兵指揮，並將現有的全部空降師部隊，以原先的卡累利阿方面軍第7軍為骨幹，共組成三個軍，合併建立「近衛獨立空降軍團」，由伊萬·伊萬諾維奇·扎捷瓦欣少將指揮，其中除第98、99、100師被改編為普通的狙擊師外，其餘者皆為正規空降師，每個師由三個空降旅組成。然而由於戰時的密集戰鬥、對於訓練有素的兵員需求極大，近衛獨立空降軍團難以作為特殊用途的空降單位繼續雪藏著。
1944年12月18日，國防人民委員會發布命令，在1945年2月15日前將近衛獨立空降軍團重組為第9軍團，所有的空降師均改編為狙擊師、旅改為狙擊團，由瓦西里·瓦西里耶維奇·格拉戈列夫上將指揮。1945年2月27日，第9軍團調至烏克蘭第2方面軍。
1950年10月24日，蘇軍總參謀部將佈署於遠東地區的第1航空運輸師和近衛第37空降軍外的所有空降軍部隊合併，再度組成「近衛獨立空降軍團」，先後由谢尔盖·伊格纳季耶维奇·鲁坚科大將（1949年1月至9月）與亞歷山大·瓦西里耶維奇·戈爾巴托夫上將（1949年9月至1953年4月）指揮。1953年4月，根據部長會議和蘇聯國防部指令，「近衛獨立空降軍團」再度撤銷。

## 戰鬥序列
| 1944年11月 - 近衛獨立空降軍團司令部 - 近衛第37空降軍，由帕維爾·瓦西里耶維奇·米羅諾夫中將指揮 - 近衛第13空降師（第二次組建） - 近衛第3空降旅 - 近衛第6空降旅（第二次組建） - 近衛第8空降旅 - 近衛第98近衛空降師 - 近衛第18空降旅（第二次組建）由原近衛第296狙擊團改編 - 近衛第19空降旅（第二次組建）由原近衛第299狙擊團改編 - 近衛第20空降旅（第二次組建）由原近衛第302狙擊團改編 - 第99近衛空降師 - 近衛第13空降旅（第二次組建）由原第近衛第300狙擊團改編 - 近衛第16空降旅（第二次組建）由原近衛第303狙擊團改編 - 近衛第21空降旅 由原第297狙擊團改編 - 近衛第38空降軍，由亞歷山大·伊萬諾維奇·烏特文科中將指揮 - 近衛第11空降師 - 近衛第1空降旅 - 近衛第2空降旅 - 近衛第11空降旅 - 近衛第12空降師 - 近衛第14空降旅 - 近衛第15空降旅 - 近衛第5空降旅 - 近衛第16空降師 - 近衛第4空降旅 - 近衛第7空降旅 - 近衛第17空降旅 - 近衛第39空降軍，由米哈伊爾·費奧多羅維奇·蒂霍諾夫中將指揮 - 近衛第8「五一勞動節」空降師（自沃羅涅日方面軍轉調） - 近衛第25空降旅 由原近衛第22空降狙擊團改編 - 近衛第26空降旅 由原近衛第25空降狙擊團改編 - 近衛第27空降旅 由原近衛第27空降狙擊團改編 - 近衛第14空降師（第二次組建）由原第202空降旅改編 - 近衛第22空降旅 - 近衛第23空降旅 - 近衛第24空降旅 - 近衛第100空降師 - 近衛第9空降旅（第二次組建）由原近衛第298狙擊團改編 - 近衛第10空降旅（第二次組建）由原近衛第301狙擊團改編 - 近衛第12空降旅（第二次組建）由原近衛第304狙擊團改編 |
| 資料來源： |

| 1953年1月 - 近衛獨立空降軍團司令部 - 直屬單位： - 第14軍團通訊部 - 第622空降軍汽車保修基地 - 第24獨立空降軍汽車運輸連 - 第370傘兵裝備儲備場 - 第17空降軍訓練中心 - 近衛第8尼曼空降軍，駐白俄羅斯軍區波拉茨克 - 近衛第103空降師 - 近衛第317傘降團 - 近衛第322傘降團 - 近衛第15砲兵團 - 近衛第114空降「維也納紅旗」師 - 近衛第305「紅旗蘇沃洛夫勳章」傘兵團 - 近衛第357傘降團 - 近衛第404砲兵團 - 第7近衛空降「紅旗、蘇沃洛夫、庫圖佐夫勳章」師，駐波羅的海沿岸軍區考納斯 - 近衛第108傘兵與空降團 - 近衛第119傘兵與空降團 - 近衛第1137砲兵團 - 近衛第3航空運輸師 - 第24運輸-空降團 - 第339運輸-空降團 - 第369運輸-空降團 - 第691軍司令部獨立通訊營 - 第619汽车维修基地 - 獨立第95特種作戰連 - 近衛第15空降軍，駐列寧格勒軍區的拉克韋雷 - 近衛第76空降師，駐大諾夫哥羅德 - 近衛第234傘降團 - 近衛第237傘降團 - 近衛第154砲兵團 - 近衛第104空降師，駐纳尔瓦與金吉謝普 - 近衛第328傘降團 - 近衛第346傘降團 - 近衛第82砲兵團 - 近衛第21空降師，駐瓦爾加 - 近衛第97傘降團 - 近衛第104傘降團 - 近衛第1293砲兵團 - 第281航空運輸師，駐纳尔瓦 - 近衛第196航空運輸-空降團 - 第334運輸-空降團 - 第566運輸-空降團 - 第697軍司令部獨立通訊營 - 第620汽车修理厂 - 獨立第96特種作戰連 - 近衛第38空降軍，駐圖拉 - 近衛第105空降師，駐科斯特羅馬 - 近衛第331傘降團 - 近衛第345傘降團 - 165近衛砲兵團 - 近衛第106空降師，駐圖拉 - 近衛第347傘降團 - 近衛第351傘降團 - 近衛第205砲兵團 - 近衛第11空降師，駐梁赞 - 近衛第137傘降團 - 近衛第1185砲兵團 - 第12航空運輸師，駐圖拉 - 第374運輸-空降團 - 第903運輸-空降團 - 軍司令部獨立第689通信营 - 獨立第622汽车维修基地 - 獨立第97独立特种部队连 - 近衛第39空降軍，駐白采爾克瓦 - 近衛第100空降師，駐克羅皮夫尼茨基 - 近衛第298傘降團 - 近衛第301傘降團 - 近衛第406砲兵團 - 近衛第107空降師，駐切尔尼希夫 - 近衛第348傘降團 - 近衛第352傘降團 - 近衛第402砲兵團 - 近衛第31空降師，駐茲維亞赫爾 - 近衛第114傘降團 - 近衛第381傘降團 - 近衛第1295砲兵團 - 近衛第6航空運輸師，駐白采爾克瓦 - 第3運輸-空降團 - 第25運輸-空降團 - 第63運輸-空降團 - 軍司令部獨立第690營 - 第623汽车修理厂 - 獨立第98獨立作戰連 - 軍團獨立單位 - 第35空降運輸師 - 近衛第239航空運輸-空降師 - 第825運輸-空降團 - 第40空降运输师 - 第336空降运输和空降团 - 第338運輸-空降團 - 其他單位 - 第136獨立航空中隊 - 第148獨立航空中隊 - 第101空降训练维修基地 - 第1航空滑翔隊 - 第2航空滑翔隊 - 第3航空滑翔隊 - 第4航空滑翔隊 - 第23後備航空團 - 第60独立航空技术团 - 第6培训中心 - 第45训练航空团 - 第257独立通信营 - 第926飞机技术仓库 - 第41独立机场营 - 第42独立机场营 - 獨立輕裝無線電支援師（19、37、40、133、134、142、180、219） |
| 資料來源： |

## 註腳
1. ↑  soldat.ru
2. ↑  Zaloga & Ness（2019年），第151页
3. 1 2  Glantz（1984年），第33页
4. 1 2  Шайкин（2013年），第69-74、88-97、299页

## 參閲
- 第98近衛空降師

## 外部連結
- Виртуальный музей 98-й гвардейской Свирской воздушно-десантной дивизии